# ایده‌آل‌سازی (فلسفه علم)
ایده‌آل‌سازی (به انگلیسی: Idealization)، فرایند به‌کارگیری یک روشِ پنداری‌است که در آن؛ مدل‌های علمی در مورد پدیده‌های مدل‌سازی‌شده که در حقیقت به شدت نادرست و با واقعیت ناسازگار هستند، برای کمک به درک یا حل موضوع مورد گفتگو، واقعیت فرض می‌شوند. به سخنی دیگر: ایده‌آل‌سازی نخست تعیین می‌کند که پدیدهٔ مدل‌سازی‌شده نمونهٔ تقریبی یک «حالت ایده‌آل» باشد، و سپس از روی آن مدل، پیش‌بینی بر آن اساس ایده‌آل صورت می‌گیرد.
اگر تقریب سازی دقیق باشد، مدل دقت پیش‌بینی بالایی خواهد داشت؛ به عنوان مثال، معمولاً لازم نیست برای مقاومت هوا که در تعیین شتاب یک توپ بولینگ رها شده، مقاومت هوا نیز به حساب آید وگرنه کار را پیچیده‌تر خواهد کرد. در این مورد، مقاومت هوا در ایده‌آل‌سازی صفر به حساب آمده‌است. اگر چه این نادیده‌گیری «کاملاً» درست نیست، ولی این یک تقریب خوب است، چرا که اثر آن نسبت به گرانش ناچیز است.
ایده‌آل‌سازی می‌تواند یک پیش‌بینی را ممکن سازد که در غیر این صورت نمی‌توانست امکان‌پذیر باشد. به عنوان مثال، آن تقریب از مقاومت هوا که صفر فرض شده‌بود، تنها گزینه قبل از تدوین قانون نیروی پسار بود که امکان محاسبه نیروی پسار را فراهم ساخت. گفتگوها و مباحث پیرامون یک مدل ویژه می‌تواند در بارهٔ سودمندی و مناسب بودن آرمان انگاری‌های مختلف باشد.

## پیشینهٔ کاربرد
گالیله از مفهوم ایده‌آل‌سازی به منظور تدوین و فرموله کردن قانون سقوط آزاد خود استفاده کرد. گالیله، در بررسی‌های خود از اجرام در حال حرکت، آزمایش‌هایی راه‌اندازی کرد (و به نتایجی رسید) که در آن‌ها سطح کرات بدون اصطکاک و گردی (کروی بودن) آن‌ها کامل فرض گرفته شده‌بودند. ناهمواری و یک‌نواخت نبودن اشیاء معمولی می‌تواند بالقوه واقعیت‌های ریاضی را پنهان سازد و برای مقابله با این‌گونه موردهاست است که از ایده‌آل‌سازی استفاده می‌شود.
برای مثال، شناخته شده‌ترین ایده‌آل‌سازی در آزمایش‌های گالیله در تحلیل او از حرکت آمده‌است. گالیله پیش‌بینی کرد که اگر یک توپ کاملاً گرد و صاف در امتداد یک سطح کاملاً صاف افقی قلتانده شود، هیچ چیز از ادامهٔ حرکت آن توپ جلوگیری نخواهد کرد (در واقع، سُر خواهد خورد، برای ادامهٔ حرکت به اصطکاک نیاز است). این فرضیه بر این گمان پیش‌بینی شده که مقاومت هوا به کلی وجود ندارد.

## نمونه‌های دیگر

### در ریاضیات
هندسه شامل روند ایده‌آل‌سازی است زیرا دنیای وجود یعنی اشکال و ارقام، را به شکل ایده‌آل آن‌ها مورد بررسی قرار می‌دهد. دایره‌های کامل، کره‌ها، خط مستقیم و زاویه‌ها همه انتزاعی هستند و به ما هنگام اندیشیدن و بررسی جهان، کمک می‌کنند.

### علوم پایه
نمونه‌ای از استفاده از ایده‌آل‌سازی در فیزیک در قانون گاز بویل که می‌گوید:
با توجه به هر x و هر Y، اگر تمام مولکول‌ها در Y کاملاً کشسان و کروی، دارای جرم و حجم مساوی، و اندازهٔ ناچیز (قابل صرفنظر) باشند، و به جز هنگام برخورد، هیچ نیرویی بر یک‌دیگر وارد نکنند، و سپس اگر x یک گاز باشد و y جرم آن و x در یک ظرف با حجم متغیر (مثلاً درون یک پیستون) و درجه حرارت ثابت برای Y محصور نگه‌داشته‌شده باشد، هر کاهش حجم Y فشار Y را متناسب به آن افزایش می‌دهد، و بالعکس.

### در فیزیک
اغلب کاربران سیستم‌های نیوتنی را بدون در نظر گرفتن اصطکاک به کار می‌برند. در حالی که می‌دانیم که اصطکاک در سیستم واقعی وجود دارد، حل مدل بدون اصطکاک می‌تواند بینش کافی از رفتار سیستم واقعی که در آن نیروی اصطکاک ناچیز باشد ارائه کند.

### علوم اجتماعی
«مدرسه پوزنان» (در لهستان) در بحثی در این باره می‌گوید که کارل مارکس از ایده‌آل‌سازی در علوم اجتماعی استفاده و استدلال کرده‌است. به همان‌گونه، در مدل‌های اقتصادی فرض بر این است که افراد به دنبال انتخاب حداکثر منطقی هستند. این فرض، هرچند که دانسته شده که توسط افراد واقعی نقض می‌شود، اغلب می‌تواند به بینش‌هایی در مورد رفتار گروه‌های بشری منجر شود.

## محدودیت‌ها
در حالی که ایده‌آل‌سازی به گونهٔ گسترده‌ای توسط رشته‌های دانشیِ ویژه‌ای استفاده می‌شود، این روش به‌طور سنتی توسط برخی دیگر مردود دانسته شده، برای نمونه، ادموند هوسرل اهمیت ایده‌آل‌سازی را به رسمیت شناخته ولی با کاربرد آن در مطالعهٔ ذهن مخالف است، به باور او پدیده‌های ذهنی برای به‌کارگیری ایده‌آل‌سازی مناسب نیستند.
برون یابی
اگر چه ایده‌آل سازی به عنوان یکی از پایه‌های اساسی دانش مدرن شناخته شده، ولی با این همه منبع ادامهٔ دوسخنی و جنجال را باید در ادبیاتِ فلسفه علم جستجو کرد. به عنوان مثال، نانسی کارت‌رایت می‌گوید: گرایش‌ها به …، یا ظرفیت‌ها برای …، در طبیعت را که آرمان انگاریِ گالیله‌ای پیش فرض می‌کند - این خود گسترش برون‌یابی را؛ فراتر از آنچه که مورد ایده‌آل است، امکان‌پذیر می‌سازد.
نگرانی فلسفی دنباله‌داری بر سر این‌که؛ چگونه در دنیای واقعی روش ایده‌آل‌سازی گالیله در شرح رفتار افراد یا اشیاء کمک می‌کند، وجود دارد. از آنجا که قانون‌هایی که از طریق ایده‌آل سازی (مانند قانون گاز آرمانی) ایجاد شده‌اند تنها رفتار آن دستگاه ایده‌آل را توصیف می‌کنند، این ضابطه‌ها تنها می‌توانند برای پیش‌بینی رفتار یک دستگاه واقعی؛ زمانی که تعداد قابل توجهی از عوامل به صورت فیزیکی (عملاً) حذف شده‌اند، (مثلاً در شرایط به‌کارگیری پوشش محافظ) یا نادیده گرفتن آن‌ها، درست باشند. ضابطه‌هایی که این‌گونه عوامل را نیز در نظر بگیرند معمولاً پیچیده‌ترند و در برخی از زمینه‌ها هنوز توسعه نیافته‌اند.